# Атом (электромобиль)
Атом — российский электромобиль, разрабатываемый компанией АО «Кама». Разработка началась в 2021 году. 
Электромобиль построен на собственной платформе и включает в себя основание, шасси, высоковольтную систему, электрику и электронику. 
Для электромобиля разрабатывается собственная операционная система и магазин приложений. Всеми системами автомобиля будет управлять «Атом ОС», в том числе развлечениями, проекционным экраном, системами помощи водителю. 
В электромобиле Атом предполагается проверка состояния водителей. "Система будет анализировать состояние водителя, не засыпает ли он, и если да, то включит громкий звук, голосовое предупреждение или, возможно, вибрацию руля. Также система будет проверять перечень людей, допущенных к вождению, то есть будет работать как противоугонная система (автомобиль не поедет, если в него сел кто-то, не допущенный к управлению)."
Предусмотрена телематическая система, позволяющая отслеживать местоположение и состояние электромобиля, а также удалённо обновлять его электронные компоненты. В базовой версии включён обширный набор ассистентов ADAS , среди которых адаптивный круиз-контроль, автоматический парковщик, мониторинг разметки и помех. 
Планируется выпуск электромобиля в четырёх версиях: «Family» (для обычных покупателей), «Delivery» (развозной вариант, в котором будет только сиденье водителя), «Taxi» (версия для такси без переднего пассажирского сиденья), и вариант для каршеринга.
У серийной версии электромобиля двери будут автоматически распахиваться в стороны.
Выпускать электромобили планируется на московском автозаводе «Москвич» с третьего квартала 2025 года.

## Предыстория
Идейным предшественником «Атома» был проект электромобиля «Кама-1», который разрабатывался в рамках федеральной целевой программы «Исследования и разработки по приоритетным направлениям развития научно-технологического комплекса России на 2014—2020 годы» специалистами «Центра компьютерного инжиниринга» СПбПУ при поддержке «КАМАЗа». 
Однако, это был прототип, и хотя его создатели заявляли, что готовы запустить серийное производство уже в следующем[каком?] году, планы не осуществились. В текущем виде автомобиль «Атом» не имеет ничего общего с «Кама-1», хотя его создатель — АО «КАМА».

## История
Работа над проектом субкомпактного городского электромобиля была начата в 2021 году. Совладельцем стартапа на ранней стадии стал предприниматель Рубен Варданян. Летом 2021 года в Набережных Челнах было зарегистрировано АО «Кама» с уставным капиталом 720 млн руб. Генеральным директором стал Игорь Поваразднюк, бывший менеджер блока развития перспективных проектов «Камаза», основными инвесторами — Рубен Варданян и глава «Камаза» Сергей Когогин. В ноябре 2021 года в инновационном центре «Сколково» состоялась презентация проекта «Кама» для инвесторов. На ней были представлены обновлённые технические характеристики. Разработку возглавил бывший вице-президент «АвтоВАЗа» по инжинирингу Харальд Грюбель.
В ноябре 2022 года стало известно, что новый вариант проекта получил название «Атом». Примерно тогда же государственная корпорация «Росатом» через своё дочернее предприятие «Рэнера» — производителя аккумуляторных батарей за 6,2 млрд рублей приобрела долю в нём (предположительно около 23%). Ещё одним совладельцем проекта стало ПАО «КАМАЗ». В мае 2023 года был представлен функциональный образец электромобиля. Внешний вид прототипа был разработан при участии итальянского бюро «Torino Design». 

В августе 2023 года был открыт предзаказ на электромобиль. При этом его окончательная стоимость была неизвестна. По закрытии предзаказа 30 сентября общее количество оформленных бронирований составило 36 тыс. электромобилей. К началу 2024 года, по данным компании, было получено 105 тыс. предзаказов, привлечено 24 млрд рублей инвестиций.

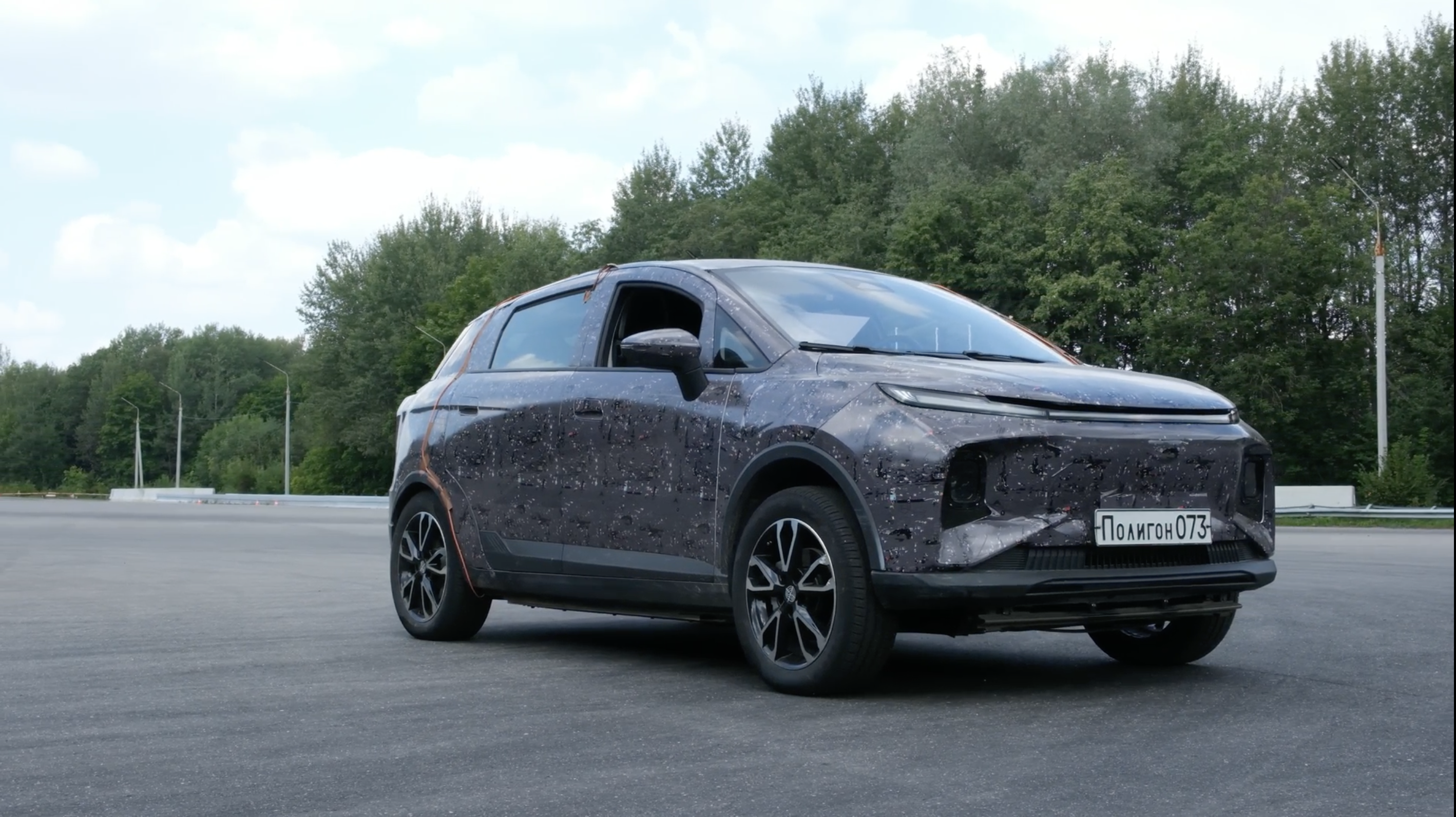
Функциональный прототип (Мул) Атома на полигоне НАМИ.

Осенью 2023 года был представлен прототип платформы электромобиля. Для испытаний было построено 13 функциональных прототипов. Их тестирование должно было проходить до середины 2024 года.
Серийная версия платформы представлена на IX Восточном экономическом форуме в сентябре 2024 года.
В начале 2024 года начались испытания функциональных прототипов отечественных электромобилей «Атом» в реальных условиях. К 13 декабря 2024 года команда «Атома» совместно со специалистами МГТУ им. Н. Э. Баумана завершили серию испытаний функциональных прототипов электромобиля. В ходе тестирования проводились динамические испытания с различными типами нагрузок и дорожным покрытием. Полученные результаты помогут улучшить надежность и безопасность электромобиля Атом перед серийным производством. Тесты проходили как в центре испытаний ФГУП «НАМИ», так и на дорогах общего пользования.

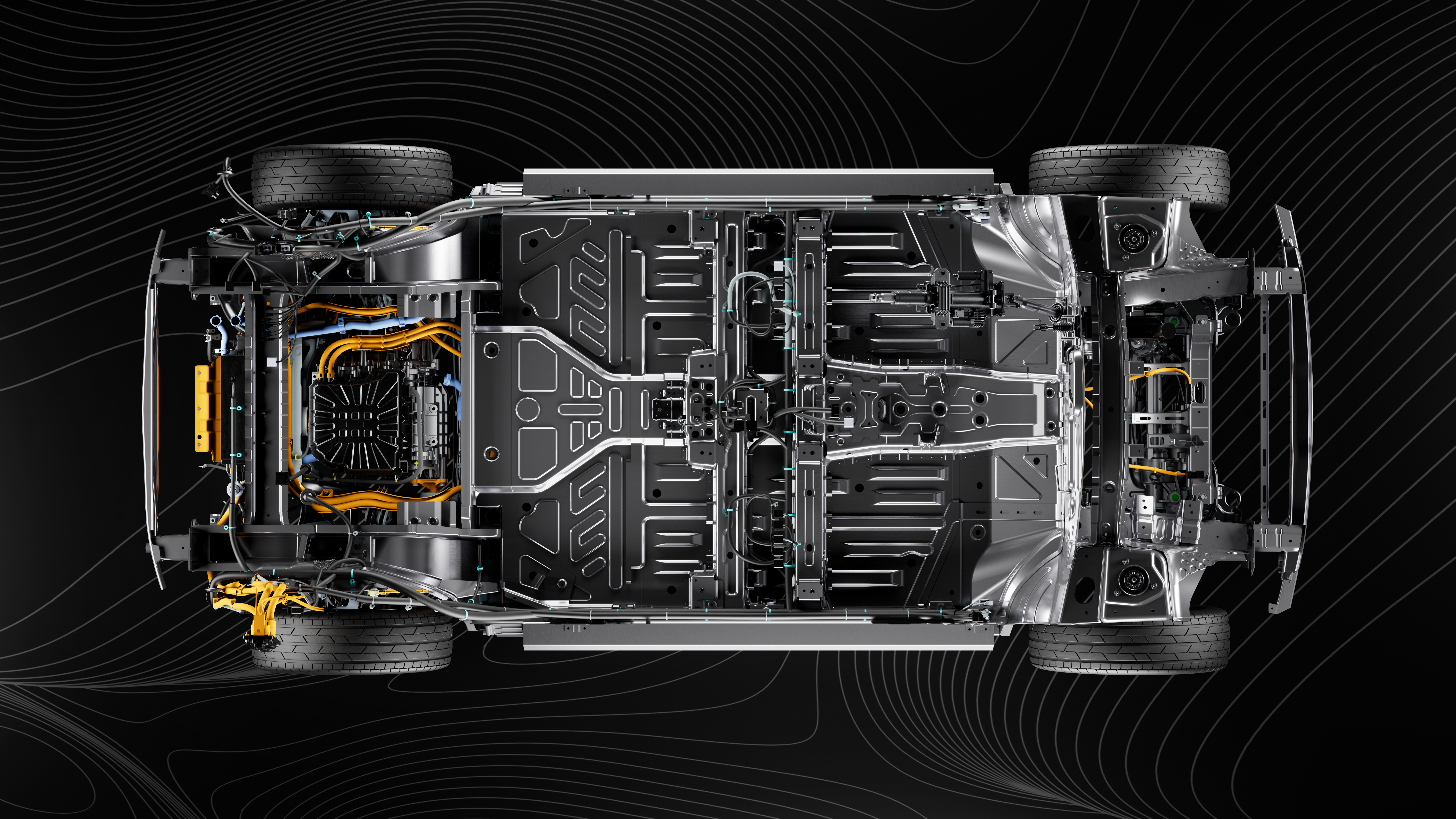
Платформа электромобиля Атом.

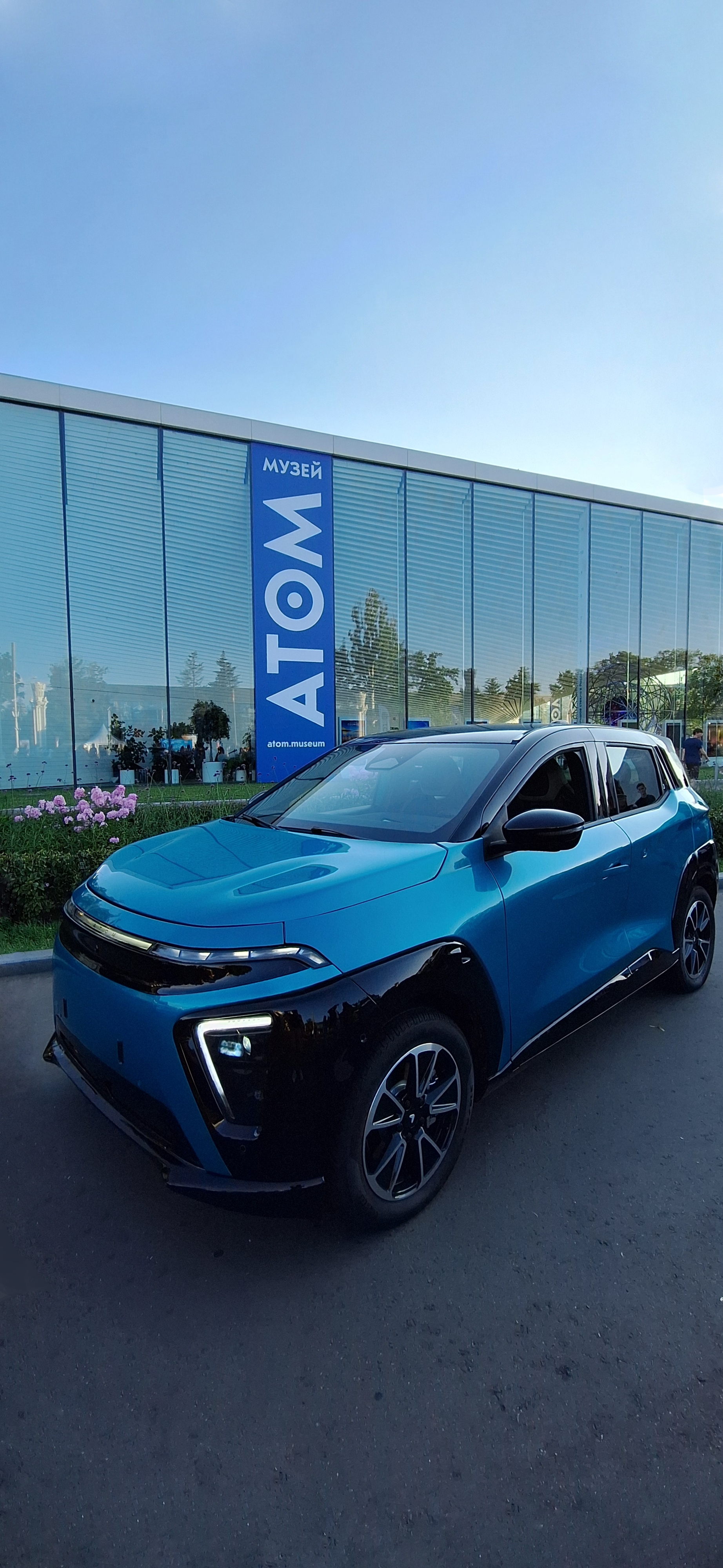
Электромобиль «Атом» на фестивале «ПроДвижение 2025» возле павильона «Атом» на ВДНХ.

На январь 2025 года в компании работает более 1600 сотрудников. Главный офис и центр разработки расположен в Москве. Офисы компании и технические лаборатории также располагаются в Санкт-Петербурге, Набережных Челнах, Тольятти. Также у компании имеется офис и лаборатория в Китае, которая занимается исследованиями электробатарей и электропривода. Необходимость разработок связана в том числе с созданием систем, устойчивых к морозам.
Серийное производство электромобилей, в том числе конвейерную сварку, окраску и сборку, планируется организовать на заводе «Москвич». 
Гендиректор КАМАЗа (совладельца АО «Кама») Сергей Когогин в июне 2025 года рассказывал, что при создании концепта «Атома» разработчики ориентировались на пользователей 20–25 лет, которым не хочется покупать машину, поскольку каршеринг и такси для них комфортнее и быстрее. Поэтому российский электромобиль ориентирован именно на эти ниши. В частности, распашные двери «Атома» призваны обеспечить скорость посадки и удобство, а в одном из вариантов машины переднее кресло пассажира заменено на площадку для багажа. Сообщалось, что электромобиль может поступить в автопарки каршеринговых сервисов BelkaCar, «Делимобиль» и «Ситидрайв».

## Конструкция
Показанный в мае 2023 года прототип представляет собой пятидверный хетчбэк B-класса. Электродвигатель приводит в движение заднюю ось. Источником питания является литий-ионная тяговая батарея разработки компании «Рэнера Росатом». По предварительным данным, мощность двигателя составляет 150 кВт (204 л.с), ёмкость батареи 77 кВт·ч. Разгон до 100 км/ч занимает до 8 секунд. Заявленный запас хода — 500 км. «Атом» оснащен зарядным разъёмом GB/T для быстрой и медленной зарядки.

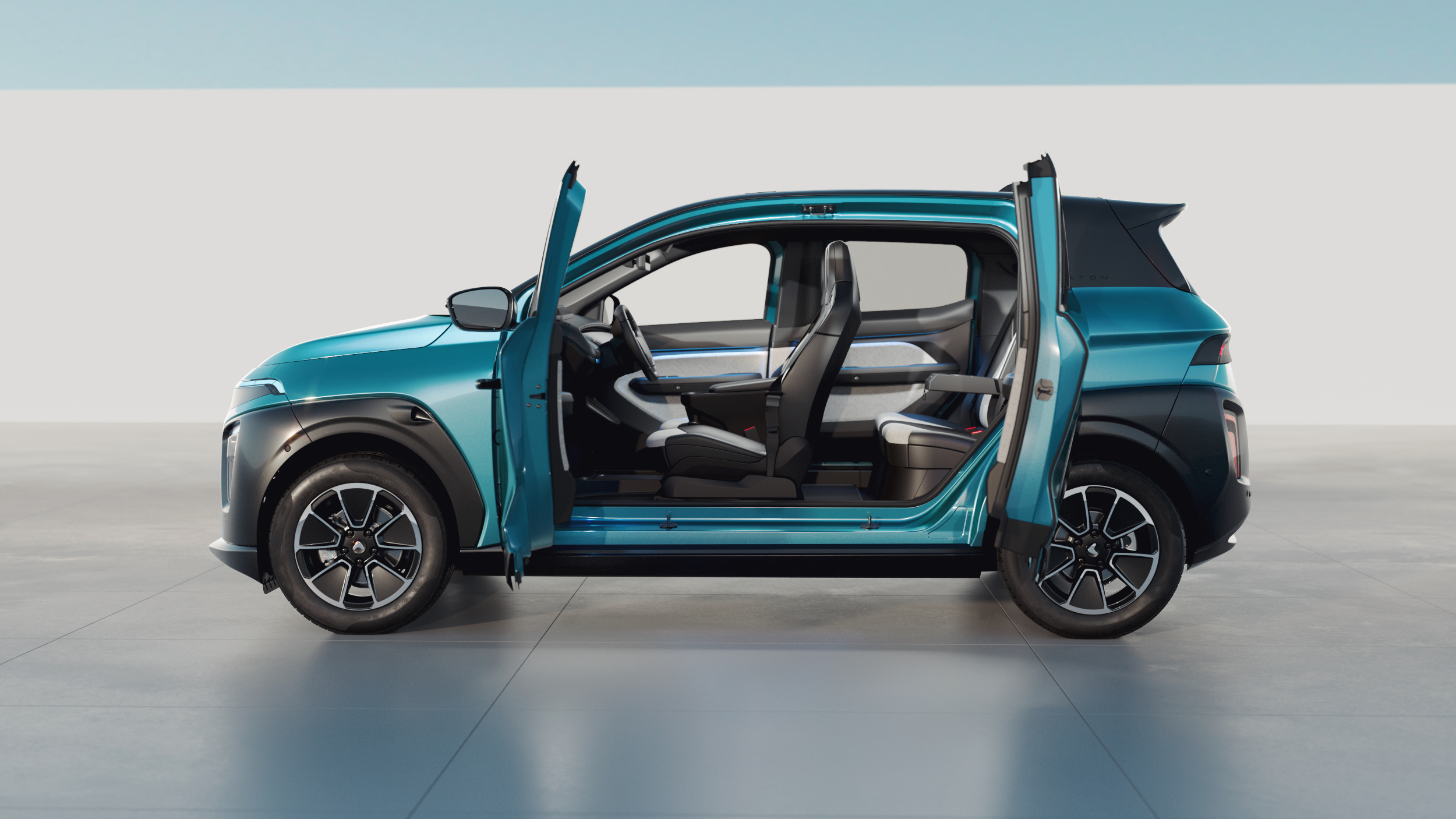
Распашные двери электромобиля Атом.

Передняя и задняя боковые двери распахиваются навстречу. Средняя стойка в кузове отсутствует. Распашные двери «Атома» получили сервоприводы, обеспечивающие как открытие, так и эффективное запирание. Разблокировать их замки можно через смартфон — как подойдя к электромобилю, так и удалённо, а также при помощи смарт-карты, активировать открывание — нажав кнопку. На передней двери предусмотрена и традиционная ручка, в «спокойном» состоянии утопленная внутрь.  
Для управления большинством функций предназначен сенсорный дисплей, встроенный в рулевое колесо. Вся необходимая информация транслируется на лобовое стекло с помощью проектора HUD. Вместе с автомобилем был представлен специально разработанный комплект программного обеспечения, включающий решение для защиты от хакерского взлома на базе операционной системы KasperskyOS — шлюз безопасности «Kaspersky Automotive Secure Gateway» (KASG). Анонсирована возможность устанавливать приложения сторонних разработчиков, способные модифицировать функции машины (например, для каршеринга).
Предусмотрена система помощи водителю с функцией удержания в полосе движения, автоматической парковкой, распознаванием дорожных знаков и другими функциями.
Степень локализации в первых моделях составляет от 60-70%.